# CDK6

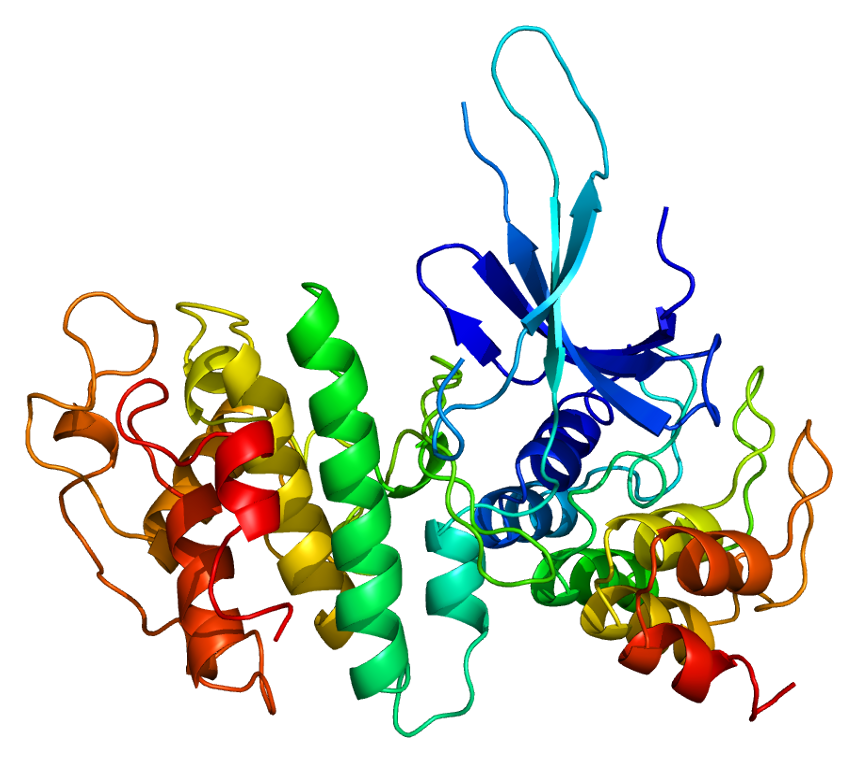
Proteína CDK6, renderización basada en 1bi7

El CDK6 es un gen que codifica para la proteína kinasa de división celular 6 y es regulada por la ciclina D. Este gen es miembro de la familia de quinasas dependientes de ciclinas (CDK), dichos miembros son homólogos a los productos génicos cdc28 de Saccharomyces cerevisiae y cdc2 de Schizosaccharomyces pombe y se conocen como reguladores importantes de la progresión del ciclo celular.
La proteína CDK6 es una subunidad catalítica del complejo proteína quinasa que regula la transición de la fase G1 a S. La actividad de esta quinasa aparece a la mitad de la fase G1 que a su vez, es controlada por otras subunidades reguladores como las ciclinas tipo D y miembros de la familia INK4 de los inhibidores de CDK. Se ha observado que esta quinasa, junto con la CDK4, regula al supresor tumoral Rb mediante su fosforilación.

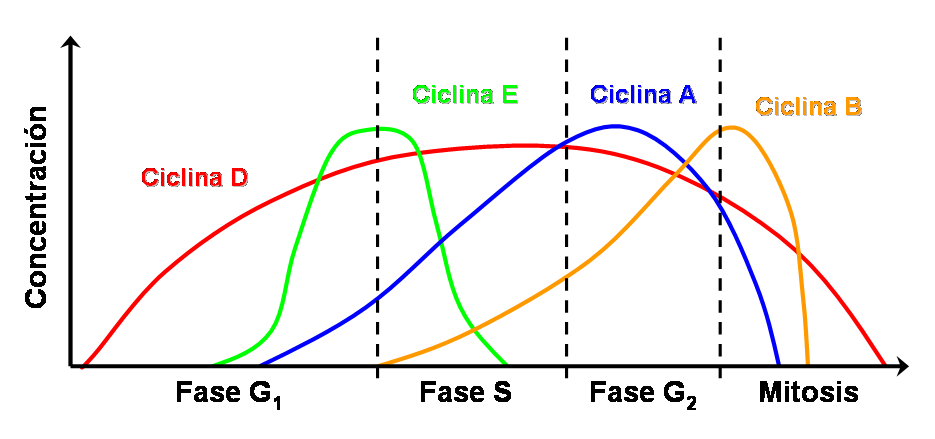
Ciclinas y ciclo celular

## CDK6 en cáncer
El equipo de Dulak y colaboradores, encontraron defectos en la regulación de estos productos génicos en casos de  adenocarcinoma de esófago.